# Metaleptobasis incisula
Metaleptobasis incisula är en trollsländeart som beskrevs av De Marmels 1989. Metaleptobasis incisula ingår i släktet Metaleptobasis och familjen dammflicksländor. Inga underarter finns listade i Catalogue of Life.